# École des Sables
L’École des Sables est une école de danse et centre artistique sénégalais, situé à Toubab Dialo et fondé par Germaine Acogny.

## Histoire
L’établissement est fondé en 1998 par Germaine Acogny, qui avait déjà participé à la création de l’école Mudra-Afrique. Son mari, Helmut Vogt, et son fils Patrick Acogny participent aussi à la gestion de l’école.
À la fin des années 2010, l’école fait face à une baisse de ses subventions et se retrouve en difficultés financières. En 2024, c’est un projet portuaire qui pourrait la menacer à son tour.

## Organisation
L’école occupe des bâtiments ouverts sur l’extérieur et un de ses espaces permet de danser à même le sable, ce qui fait partie intégrante de la pédagogie d’Acogny. S’y croisent à la fois des danseurs professionnels et des enfants, ainsi que des musiciens percussionnistes reproduisant les rythmes traditionnels. Des stages intensifs permettent à des danseurs du monde entier de venir se former aux danses africaines. L’école participe aussi à des créations ou reprises chorégraphiques dont Le Sacre du Printemps de Pina Bausch (qui fait l’objet d’un film documentaire) ainsi qu’une adaptation du Boléro intitulée East African Bolero.